# Podleszcze (wzgórze w Radziechowach)

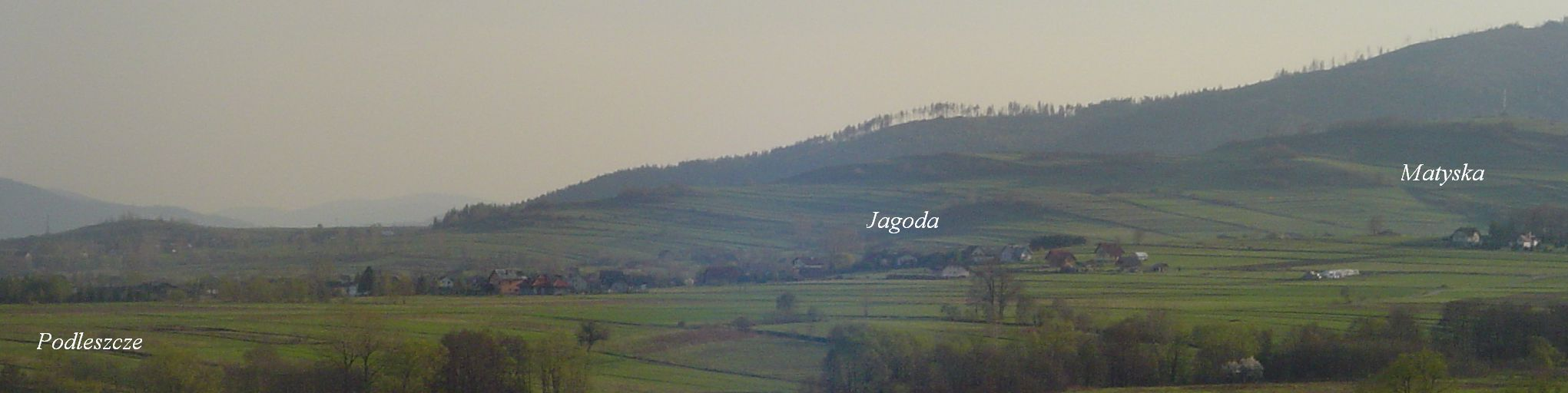
Matyska i mniejsze wzgórza w Radziechowach - widok w kierunku południowym z Dzielca

Podleszcze, wzgórze w Radziechowach o wysokości 420 m n.p.m. Położone jest ok. 2 km na wschód od Matyski. Poniżej południowego zbocza wzniesienia łączą się dwa potoki Surządek i Biały Potok.